# كيبسيلوس
كيبسيلوس (Κύψελος) هو أول طاغية على كورينث في القرن السابع قبل الميلاد. عاش حوالي عام 657 إلى 627 ق م، وهو ابن أيتيان ولابدا ابنة أمفيون، وهو أحد أعضاء عائلة باخياداي الحاكمة. ويقال بأن كاهنة دلفي تنبأت أن ابن أيتون سيأتي بالخراب على أسرة باخياداي، فأرسلوا المبعوثين لقتله في مهده، فأنقذته أمه بإخفائه في صندوق، ومنه اشتق اسمه من كلمة كيبسيلي وتعني صندوق. عندما كبر كيبسيلوس واشتد عوده قام بطرد أسرة باخياداي وجعل نفسه سيد كورينث.
تذكر الروايات بأنه قرب نفسه مع الناس أولا بقراراته التحررية عندما كان قائدا للجيش، وفي منصبه قام بتدقيق الغرامات التي فرضها القانون. وكما ذكر أرسطو، فقد شق طريقه من خلال التلاعب بالشعب إلى طريق الاستبداد. وقد حكى عنه هيرودوتس بأنه حكم بقسوة، وكان هيرودوتس يعتبر المستبدين بشكل تقليدي طغاة أنانيين، لكنه يمثل عموما كحاكم معتدل ورحيم وذو شعبية وكان قادرا على الاستغناء عن حراسه الشخصيين، في حين كان وجودهم شيئا عاديا عند الطغاة اليونانيين القدماء. واتبع سياسة تجارية واستعمارية فعالة، وهكذا وضع أساسات ازدهار كورينث. ولربما يقارن مع بيسيستراتوس الأثيني في هذه النواحي. كما أنفق المبالغ الكبيرة التي اكتسبها على بناء الأبنية والأعمال الفنية. في نفس الوقت جاهد لكسب التأييد والنوايا الحسنة من الكهنة الأقوياء في الملاجئ العظيمة في دلفي وأولمبيا. بنى في دلفي بيت خزائن لنذور الكورينثيين؛ وكرس في أولمبيا تمثالا هائلا لزيوس وبنى «صندوق كيبسيلوس» المشهور، والذي يفترض أن يكون مماثلا للصندوق في الأسطورة، وقد وصفه باوسانياس وصفا دقيقا. وكان من خشب الأرز والذهب والعاج، وتم وضع النقوش عليه التي تصور الحوادث الرئيسية في الأساطير اليونانية (وخصوصا الكورينثية منها). وبعد وقاة كيبسيلوس خلفه ابنه بيرياندر.